# Macizo des Écrins

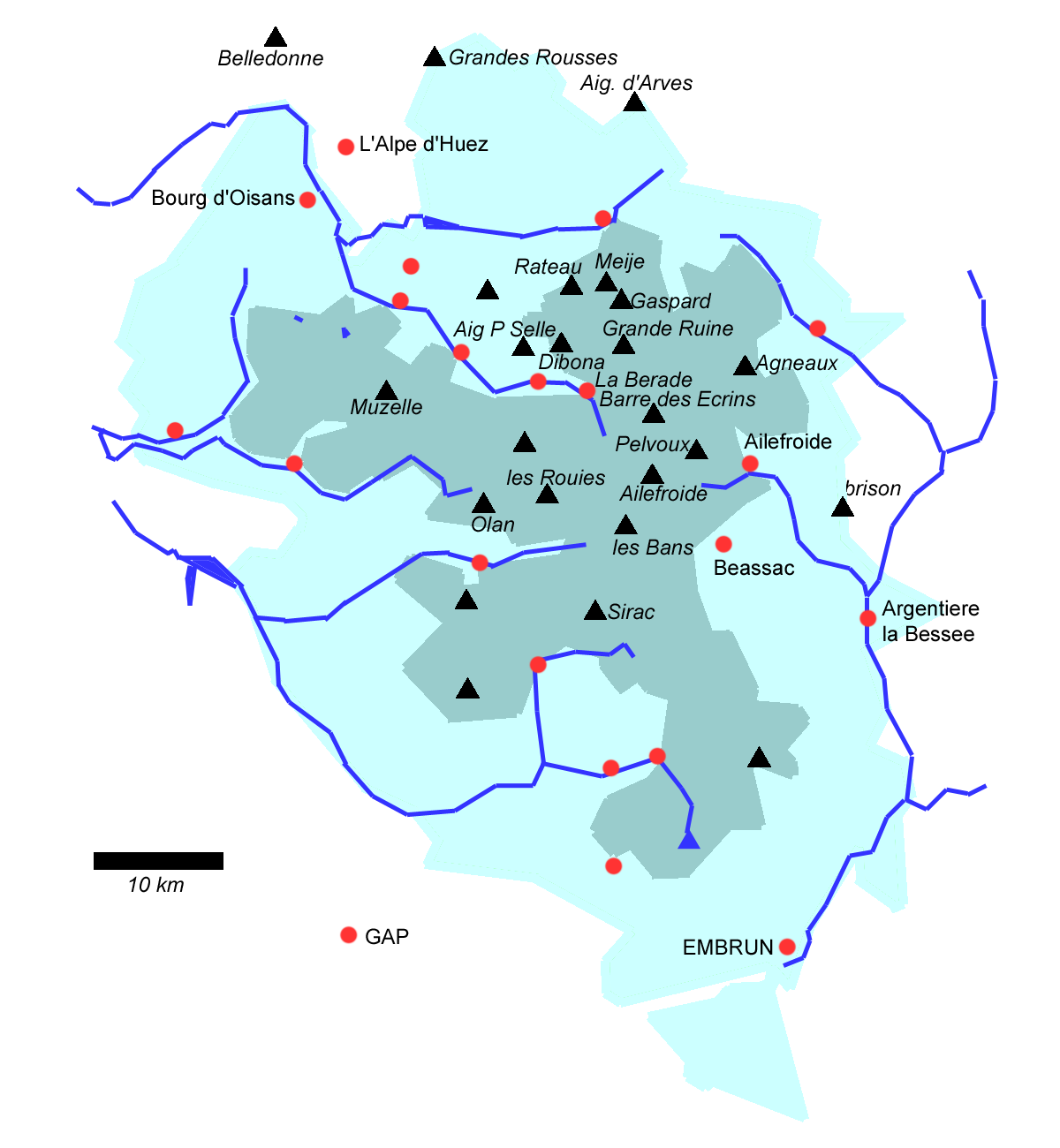
Plano del parque nacional de Écrins con las principales cimas del macizo.

El Macizo des Écrins es un grupo montañoso francés en los Alpes del Delfinado. El macizo forma el núcleo del parque nacional de Écrins.

## Definición
El macizo puede ser entendido en sentido más o menos amplio. En el sentido más amplio comprende también las subsecciones de los Alpes del Delfinado: macizo del Embrunais, macizo del Champsaur y Montes orientales de Gap.

## Geografía
El macizo se encuentra en los departamentos de los Altos Alpes y del Isère.
Limita:
- al norte con los Alpes de las Grandes Rousses y de las Aiguilles d'Arves (en la misma sección alpina) y separados por el collado del Lautaret;
- al noreste con los Alpes del Mont Cenis (en los Alpes Cocios) y separado por la Guisane;
- al este con los Alpes del Montgenèvre (en los Alpes Cocios) y separado por el Durance;
- al sur con el macizo del Embrunais y con el macizo del Champsaur (en la misma sección alpina);
- al sudoeste con los Prealpes del Devoluy (en los Prealpes del Delfinado);
- al noroeste con el macizo del Taillefer (en la misma sección alpina) y separado por el Col d'Ornon.

Girando en el sentido de las agujas del reloj, los límites geográficos son: collado del Lautaret, río Guisane, Briançon, río Durance, torrente Fournel, Paso de la Cavale, collado de Vallonpierre, Valgaudemar, río Drac, río Bonne, Col d'Ornon, río Romanche, collado del Lautaret.

## Subdivisión
Según la SOIUSA el Macizo des Écrins es una subsección alpina con la siguiente clasificación:
- Gran parte = Alpes occidentales
- Gran sector = Alpes del sudoeste
- Sección = Alpes del Delfinado
- Subsección = Macizo des Écrins
- Código = I/A-5.III

Según la SOIUSA el macizo se subdivide en cinco supergrupos, 18 grupos y 28 subgrupos:
- Cadena Écrins-Grande Ruine-Agneaux (A)
  - Grupo de los Agneaux (A.1)
    - Nudo de Combeynot (A.1.a)
    - Nudo de la Montagne des Agneaux (A.1.b)

  - Grupo de Clouzis (A.2)
  - Grupo de la Condamine (A.3)
    - Cresta de la Eychauda (A.3.a)
    - Macizo Condamine-Montbrison (A.3.b)

  - Grupo de la Roche Faurio (A.4)
    - Nudo del Pic de Neige Cordier (A.4.a)
    - Cresta Roche Faurio-Tête de la Somme (A.4.b)

  - Grupo de los Écrins (A.5)
  - Grupo de la Grande Ruine (A.6)
- Cadena Meije-Râteau-Soreiller (B)
  - Grupo de la Meije (B.7)
    - Nudo del Pic Gaspard (B.7.a)
    - Nudo de la Meije (B.7.b)

  - Grupo del Râteau (B.8)
    - Nudo del Râteau (B.8.a)
    - Cadena Grave-Lauze-Jandri (B.8.b)
    - Cadena Lac Noir-Toura-Pic du Diable (B.8.c)

  - Grupo del Soreiller (B.9)
- Cadena Pelvoux-Bans-Sirac (C)
  - Cadena Ailefroide-Pelvoux (C.10)
    - Grupo del Ailefroide (C.10.a)
    - Grupo del Pelvoux (C.10.b)

  - Grupo de Les Bans (C.11)
    - Cadena Boeufs Rouges-Guyard (C.11.a)
    - Nudo de Les Bans (C.11.b)

  - Grupo Bonvoisin-Sirac (C.12)
    - Cadena Bonvoisin-Verdonne (C.12.a)
    - Nudo del Sirac (C.12.b)
    - Cadena Neyzets-Aiglière (C.12.c)
- Cadena Olan-Rouies (D)
  - Grupo de los Rouies (D.13)
    - Cadena Says-Vaccivier (D.13.a)
    - Nudo de los Rouies (D.13.b)

  - Grupo del Vallon des Étages (D.14)
    - Cadena Vallon des Étages-Encoula (D.14.a)
    - Cadena Étret-Fétoules (D.14.b)

  - Grupo del Olan (D.15)
    - Nudo del Olan (D.15.a)
    - Cadena Turbat-Souffles (D.15.b)

  - Cadena Tête du Clotonnet-Grun de Saint Maurice (D.16)
- Cadena Arias-Muzelle (E)
  - Grupo de los Arias (E.17)
    - Cadena de la Aiguille des Arias (E.17.a)
    - Cadena Montagnon-Lauranoure (E.17.b)

  - Grupo de la Muzelle (E.18)
    - Cadena Swan-Muzelle (E.18.a)
    - Cadena Clapier du Peyron-Signal du Lauvitel (E.18.b)

## Cimas principales
- Barre des Écrins, 4102 m, cima más alta del macizo
- Pic Lory, 4088 m, anticima de la Barre des Écrins
- Dôme de Neige des Écrins, 4015 m
- la Meije, 3983 m,
- Ailefroide, 3954 m
- Monte Pelvoux, 3946 m
- Pic Sans Nom, 3913 m
- Pic Gaspard, 3883 m
- le Pavé, 3823 m
- Le Râteau, 3809 m
- Pic Coolidge, 3774 m
- Grande Ruine, 3765 m
- Roche Faurio, 3730 m
- Roche Méane, 3712 m
- Les Bans, 3669 m
- Pic de la Grave, 3667 m
- Montagne des Agneaux, 3663 m
- Pic de neige Cordier, 3614 m
- Aiguille du plat de la Selle, 3597 m
- Les Rouies, 3589 m
- el Olan, 3564 m
- Le Plaret, 3563 m
- Tête de l'Étret, 3559 m
- Tête de Gandolière, 3542 m
- L'Encoula, 3536 m
- Pointe des Arcas, 3479 m
- Roche de la Muzelle, 3465 m
- Pointe Guyard, 3461 m
- Tête des Fétoules, 3459 m
- Pic Jocelme, 3458 m
- Le Sirac, 3441 m
- Tête du Rouget, 3435 m
- Tête du Replat, 3428 m
- Pic de Says, 3421 m
- Grande aiguille de la Bérarde, 3421 m
- Cime du Vallon, 3409 m
- Aiguille des Arias, 3403 m
- Mont Gioberney, 3351 m
- Pointe de l'Aiglière, 3308 m
- Pointe Swan, 3294 m
- le Jandri, 3288 m
- Pics de Combeynot, 3155 m
- Aiguille Dibona, 3131 m
- le Grand Pinier, 3117 m
- Pic des Souffles, 3098 m
- Pointe des Estaris, 3080 m
- le Rochail, 3023 m

## Glaciares principales
- Glaciar de la Girose
- Glaciar de Tabuchet
- Glaciar de la Meije
- Glaciar de l'Homme
- Glaciar de Mont-de-Lans
- Glaciar de la Selle
- Glaciar de Clot des Cavales
- Glaciar de la Plate des Agneaux
- Glaciar de la Bonne Pierre
- Glaciar Blanco
- Glaciar de Arsine
- Glaciar de Casset
- Glaciar de Monétier
- Glaciar Negro
- Glaciar de Vallon des Étages
- Glaciar de Chardon
- Glaciar des Sellettes
- Glaciar de la Pilatte
- Glaciar de Sélé